# Oulas Samtchouk
Oulas Samtchouk (en ukrainien : Улас Олексійович Самчук), né le 20 février 1905 à Dermań, village de la région de Rivne, et décédé le 7 juillet 1987 à Toronto, au Canada, est un écrivain ukrainien. Il a également été journaliste et rédacteur en chef de presse écrite, membre du gouvernement de la République populaire ukrainienne et membre de l'OUP, l'association des écrivains ukrainiens en exil. Il était membre de l'Organisation des nationalistes ukrainiens et collaborateur nazi, et antisémite.